# Jules Lacointa
Jules Lacointa (1835-1898) est un juriste français du XIXe siècle. C'est aussi un homme de lettres, biographe et traducteur.

## Biographie
Jules Lacointa nait le 24 juillet 1835 à Sorèze (Tarn), fils de Félix Lacointa, professeur de rhétorique et d'éloquence à la réputée école de Sorèze et de Sophie-Madeleine Marturé. Il réalise ses études au lycée Pierre-de-Fermat (Toulouse) et obtient un baccalauréat de lettres à 16 ans. Il entame alors des études en Droit, et sort licencié le 1er août 1854, avant de prêter serment d'avocat le 8 janvier 1855. Il continue néanmoins ses études, et devient docteur en droit en 1859. 
Cette même année, il retourne dans le Tarn et devient substitut à Gaillac le 30 avril, avec l'appui du procureur-général de Toulouse, Joseph Gastambide. Le 23 mars 1861, il est nommé à Castres puis un an plus tard à Foix (le 16 janvier 1862). Il devient procureur à Saint-Gaudens en 1863, il y mène l'arrestation de Jacques Latour, quadruple meurtrier à La Bastide-de-Besplas, condamné à mort à la suite de cela, et reçoit des félicitations de la part même du garde des Sceaux. Le 23 mars 1867  il est promu substitut à la cour de Montpellier puis à Toulouse le 16 janvier 1869. 
Le 26 janvier 1871 il démissionne en protestation face au limogeage de certains de ses collègues, mais réintègre bien vite la magistrature, en étant envoyé à Limoges, en tant qu'avocat général, 15 novembre 1871. Il rejoint ensuite Montpellier où il conserve le même poste, le 30 novembre 1872, puis retourne à Toulouse le 19 janvier 1873. En 1875, il décline le poste de procureur général à Alger, qui lui est proposé par Jules Dufaure. En 1876, il intègre comme avocat-général la cour de Cassation du palais de justice de Paris et dans le même temps, il est nommé à la tête de la direction des affaires criminelles et des grâces le 21 janvier 1876, à la place d'Alexandre Ribot. Il y est remplacé le 27 décembre 1876 par Émile Lenoël. Au cours de son mandat, il intègre aussi le conseil supérieur des prisons en juin 1876, et obtient le titre de chevalier de la Légion d'Honneur le 18 juillet 1876. Il participe à la fondation de la Société générale des prisons en 1877. Il refuse le poste de conseiller à la cour de Cassation qui lui est proposé par MacMahon en personne en 1878, et décide finalement de se retirer 5 juillet 1880, étant en grave désaccord avec la politique de Jules Ferry.
Il se retire aussi de plusieurs sociétés, car il les juge trop laïques, lui qui est un catholique convaincu. Il devient alors professeur en droit des gens à l'Institut catholique de Paris le 18 juillet 1882. En 1897, il se retire définitivement dans sa ville natale, devenu trop faible pour travailler.
En parallèle de ses activités juridiques, il écrit de nombreux ouvrages, notamment des biographies, et traduit depuis l'italien différents textes. Dans le même temps, il participe à différentes sociétés savantes, comme l'Académie de législation (membre honoraire), l'Académie des sciences, inscriptions et belles-Lettres, la Société de législation comparée, l'Académie de Cherbourg ou la Société littéraire et scientifique de Castres. 
Estimant cela contraire à ses positions au sein du système juridique, il refuse à de multiples reprises des responsabilités civiles. Ainsi, il décline le poste de conseiller municipal de Toulouse en 1874, puis celui de conseiller départemental en 1880. De même, il refuse de se présenter en tant que député pour les circonscriptions de Castres ou de Narbonne en 1881 et en 1889.
Il meurt finalement le 4 septembre 1898 à Sorèze (Tarn). Lors de son enterrement, Léon Diffre prononce un éloge funèbre.

## Œuvres

### Traduction
Jules Lacointa est l'auteur de différentes traductions, dont la principale est celle du Code pénal italien (lire en ligne) en 1890.

### Livres
Jules Lacointa écrit aussi plusieurs livres et biographies. Catholique convaincu, ces dernières portent bien souvent sur des personnages historiques de cette confession.
- 1882 : Le Play, étude sur sa vie et ses travaux ;
- 1884 : L'Autorité paternelle et le temps présent (lire en ligne) ;
- 1888 : 
  - Marie Jenna, sa vie et ses œuvres (lire en ligne) ;
  - M. l'abbé Crozes.
- 1894 : Un ami de Lacordaire : Emile Sahuc ;
- 1897 : Vie de S. E. le cardinal Desprez, archevêque de Toulouse (lire en ligne).